# Four Seasons Hotel New York
Four Seasons Hotel New York es un hotel de lujo en Nueva York, que abrió sus puertas en 1993. La suite más cara del hotel cuesta 50.000 dólares la noche, siendo una de las más caras del mundo.

## Edificio

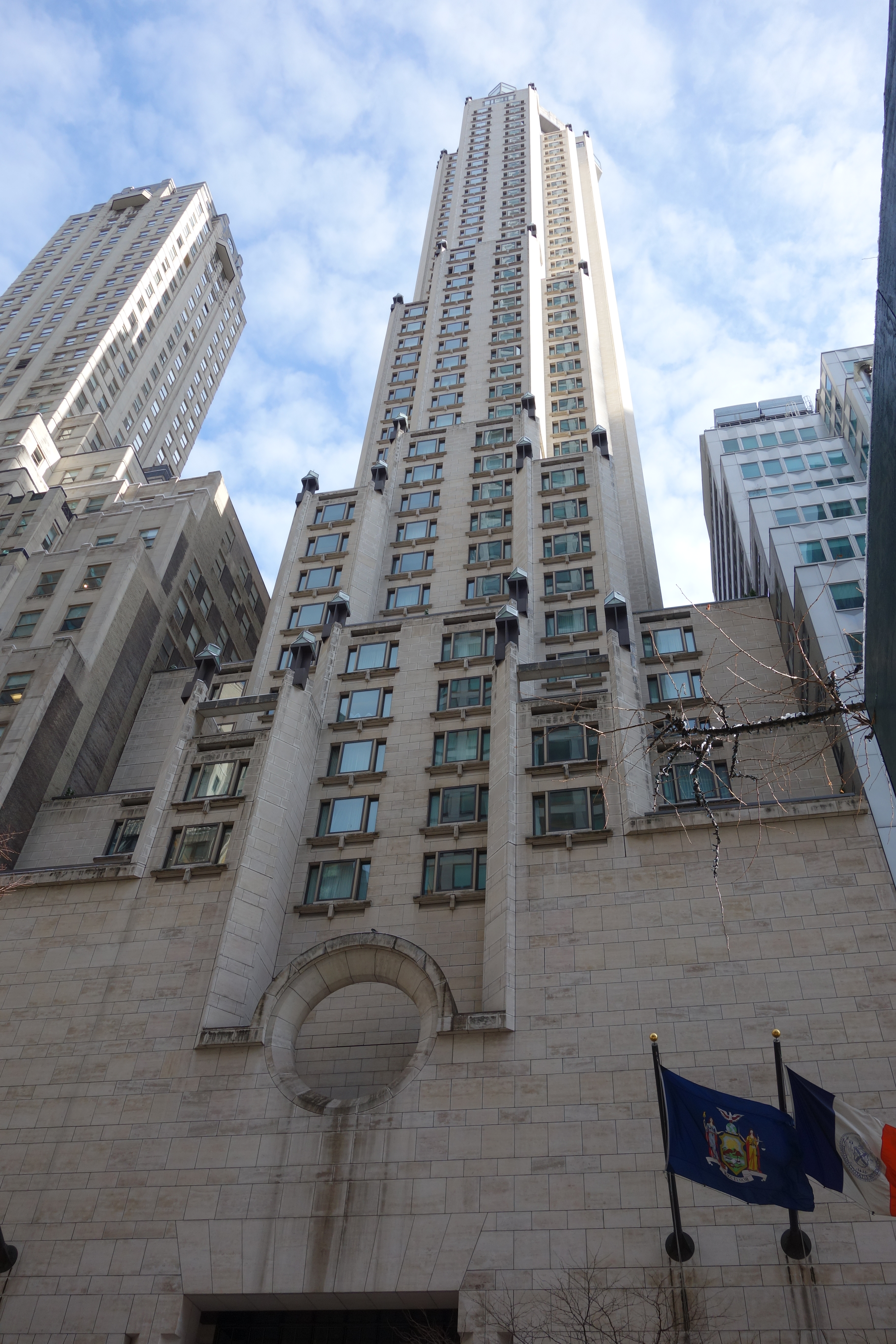
Vista de la altura del HotelFour Seasons en Nueva York, en la Calle 57 y entre Park Avenue y Madison Avenue en el centro de Manhattan. Nombre del archivo:57th St Park Av td 12 - Four Seasons.jpg

En la década de 1980, William Zeckendorf, un prominente promotor de bienes inmobiliarios agrupó 2300 m² de solares sin edificar en la Calle 57 entre Madison y Park Avenue. Robert H. Burns, fundador de Regent International Hotels, contactó con Harunori Takahashi, propietario de EIE International Corporation para construir un hotel de lujo en la propiedad.
Cuando el hotel fue anunciado en enero de 1989, iba a consistir una torre principal de 46 pisos y una pequeña torre de 20 pisos, con un total de 400 habitaciones. La finalización estaba prevista para finales de 1991. La construcción fue financiada por un préstamo sindicado de seis bancos japoneses, liderados por Long-Term Credit Bank of Japan . El hotel fue nombrado Regente Hotel de Nueva York y administrado por el Regente Hoteles Internacionales de Hong Kong, en el que IE Internacional tenía una participación accionarial del 30%. El coste de la construcción fue, según informes, más de 1 millón de dólares por habitación.
Cuando mercado de bienes raíces japonés implosionó en 1990, el hotel fue vendido al grupo Four Seasons. Hoy en día, el hotel es propiedad de Ty Warner , Hoteles y Resorts, L. L. C. y es operado por Four Seasons.
Sus 208 m de altura y 52 pisos, le convierten en el segundo hotel más alto de Nueva York, después de Courtyard & Residence Inn Manhattan/Central Park, y el cuarto más alto en los Estados Unidos. En 2006, el Four Seasons de Nueva York abrió el restaurante L'Atelier de Joël Robuchon, galardonado con estrella Michelin.

## Diseño
El hotel destaca por sus interiores de lujo que tienen estilo Streamline moderne de calidad. I. M. Pei y Frank Williams fueron los arquitectos del proyecto. I. M. Pei, fue también el responsable de los interiores de las zonas comunes del hotel. El edificio tiene más en común con el Waldorf Astoria y otros hoteles de la década de 1920 que con otras obras de Pei. En 2004, Peter Marino y Pei, que se había jubilado, colaboraron juntos para rediseñar la suite de la última planta.